# (10607) Amandahatton
(10607) Amandahatton est un astéroïde de la ceinture principale.

## Description
(10607) Amandahatton est un astéroïde de la ceinture principale. Il fut découvert le 13 novembre 1996 à Prescott par Paul G. Comba. Il présente une orbite caractérisée par un demi-grand axe de 2,65 UA, une excentricité de 0,19 et une inclinaison de 13,8° par rapport à l'écliptique.

## Compléments